# جورج فرح
جورج فرح هو سياسي كندي، ولد في 23 أغسطس 1957 في Cap-aux-Meules ‏ في كندا. نشط حزبياً في الحزب الليبرالي الكندي وحزب كيبيك الليبرالي. وقد انتخب عضو مجلس العموم الكندي عن دائرة Bonaventure—Gaspé—Îles-de-la-Madeleine—Pabok ‏ وقد انضم خلال فترته النيابية ‏ للكتلة البرلمانية الحزب الليبرالي الكندي وانتخب عضو الجمعية الوطنية في كيبك ‏ وانتخب عضو مجلس العموم الكندي عن دائرة Bonaventure—Gaspé—Îles-de-la-Madeleine—Pabok ‏ (27 نوفمبر 2000 – 28 يونيو 2004).